# Касемабад (Хамадан)
Касемаба́д или Касимаба́д (перс. قاسمآباد‎) — небольшой город на западе Ирана, в провинции Хамадан. Входит в состав шахрестана  Хамадан и является северным пригородом его одноимённого центра. На 2006 год население составляло 5 661 человека.

## География
Город находится в центральной части Хамадана, в горной местности, на высоте 1 764 метров над уровнем моря.
Касемабад расположен на расстоянии приблизительно 1-2 километров к северу от Хамадана, административного центра провинции и на расстоянии 265 километров к юго-западу от Тегерана, столицы страны.